# Le Rayon fantastique
Le Rayon fantastique est une collection française de romans de science-fiction, codirigée par les éditions Gallimard et Hachette, créée en janvier 1951 et disparue en février 1964.

## Historique de la collection

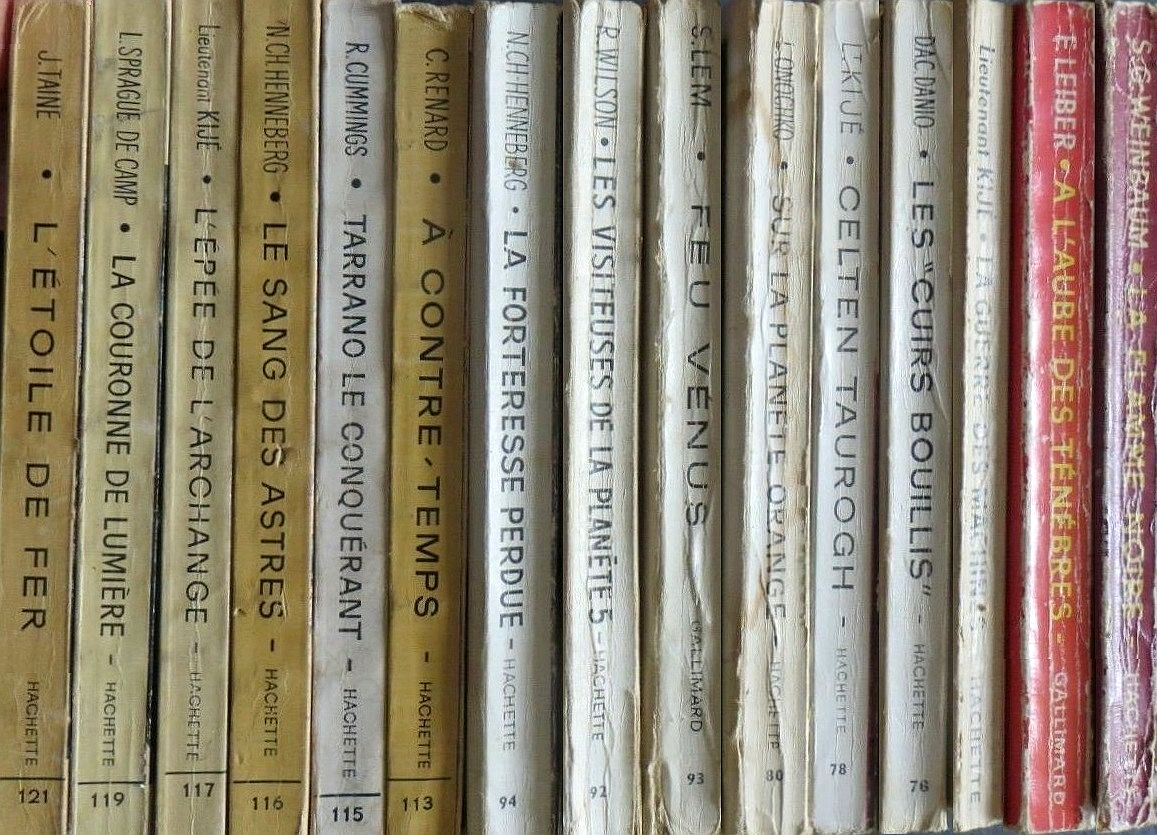
Quelques ouvrages du Rayon Fantastique.

Mythique pour les amateurs, cette collection a symbolisé un renouveau de la science-fiction dans les années 1950 en initiant une nouvelle passion du public en faveur du genre. Elle fit connaître en France les grands auteurs américains de « l'âge d'or » : Edmond Hamilton, Theodore Sturgeon, A. E. van Vogt, Isaac Asimov, Robert A. Heinlein, Arthur C. Clarke, Clifford D. Simak, etc.
Dans un second temps, cette collection eut également le grand mérite de lancer une nouvelle génération d'auteurs français : Francis Carsac, Daniel Drode, Philippe Curval, Gérard Klein, Michel Jeury (sous le pseudonyme d'Albert Higon), Françoise d'Eaubonne, Pierre Barbet, Nathalie et Charles Henneberg.
Cette collection a une double origine, la première commence chez Gallimard, le 22 novembre 1949 lorsque l'écrivain martiniquais Michel Pilotin (1906-1972) reçoit le feu vert pour la création d’une série de science-fiction au sein de cette maison. Entre 1950 et 1951, Michel Pilotin prépare sa collection en achetant les droits de traductions de livres américains et en sollicitant des auteurs francophones.
Du côté de Hachette, cette collection, déjà nommée Le Rayon Fantastique, eut pour origine un article paru en 1950 dans le Figaro, intitulé « La science-fiction remplacera-t-elle le roman policier ? » qui résultait de la rencontre d'un journaliste avec un fan, Georges H. Gallet. Cet article incita les éditions Hachette à confier à Gallet la direction d'une nouvelle collection consacrée à ce nouveau genre.
Pour éviter toute concurrence, les deux maisons conviennent d’une collection commune, d’autant plus que Gallimard est encore diffusée par le groupe Hachette qui gère également la fabrication et la vente des éditions en poche (jusqu’en 1970).
Pierre-André Gruénais (1919-1993), directeur du département de littérature générale à la Librairie Hachette, fut associé à la direction de cette collection.
Sous cette direction bicéphale, Gallet pour Hachette et Pilotin (sous le nom de Stephen Spriel) pour Gallimard, la collection édite son premier titre en janvier 1951, Assassinat des États-Unis de Will Jenkins (mieux connu sous le pseudonyme de Murray Leinster).

## Publications

### Numérotation
En raison de la double direction de la collection, la numérotation des ouvrages a été parfois très approximative, rendant ainsi complexe, et donc amusante, la tâche des collectionneurs. Ainsi, il convient de noter que :
- Il y eut 124 numéros mais seulement « cent dix-neuf volumes en tout[3] » ;
- Les 66 premiers titres ne comportaient pas de numéros ;
- Le n° 73 (Druso de Friedrich Freksa) n'en comporte pas non plus, mais s'intercale entre deux titres numérotés ;
- À partir du n° 81, le nombre est en principe séparé du titre au dos du livre par un trait horizontal (mais quelques publications postérieures ne respectent pas cette disposition) ;
- Cinq titres comportent un double numéro ;
- Le numéro 111 n'existe pas et le numéro 110 a été attribué deux fois (c'est La Machine suprême de John W. Campbell qui détient légitimement ce numéro comme étant le premier publié).

Cependant, une liste « officielle » de déjà parus est publiée à la fin de certains des ouvrages.

### Lieu d'impression
À partir du n° 81 (La Terre endormie par Arcadius), pour des raisons économiques, les ouvrages furent imprimés en alternance en France et en Pologne (imprimerie Ars Polona de Varsovie). À partir du n° 97 (Griada par A. Kolpakov), ils le furent exclusivement en Pologne, jusqu'à la fin de la collection.

## Couvertures
Les couvertures de la collection évoluent avec le temps. D'abord non illustrées, elles font ensuite alterner réalisme et stylisation, selon les artistes (Jean Delpech, Troy, René Caillé, Georges Pichard, Jean Latappy, Lucien Lepiez et beaucoup d'anonymes). Puis, avec l'arrivée de Jean-Claude Forest en 1958, qui assurera près de la moitié de toutes les illustrations de couverture, elles hésitent entre stylisation et abstraction totale. D'autre part se succèdent différentes maquettes de présentation : les séries “noire”, puis “marron” ou “rouge”, et enfin la plus caractéristique, associée aux illustrations de Forest, la série “blanche” (ou “crème”), selon la couleur du fond employé.
- Les six premiers numéros ont une couverture identique, sans illustration : fond noir, ruban verdâtre serpentant de haut en bas, titre en lettres blanches sur un polygone irrégulier rouge.
- N° 7-15 : illustrations anonymes, très “années 1950” (n° 13 : signature présente mais illisible).
- N° 16-19 : couvertures de Jean Delpech, peintre, graveur et illustrateur.
- N° 20, 23, 24 : couvertures de Troy.
- N° 21, 22, 26-28, 31, 33, 46 : couvertures de René Caillé, dessinateur qui se spécialisera entre autres dans les pin-ups et les dessins d'humour gaulois.
- N° 25, 29-30, 32, 34-39, 42-44, 52, 54-56, 58, 60, 61, 89[4] : couvertures anonymes (pas de signature visible).
- N° 40 : signature difficilement lisible (NESSO ?).
- N° 41 : même remarque (NEJAO ou MEJAO ?).
- N° 45 : signature illisible, commençant par Nef… ou Nes… (?); cf. n° 40, 41.
- N° 53, 59, 73 : couvertures de Georges Pichard, auteur de bandes dessinées qui se spécialisera dans l'érotisme.
- À partir du n° 57 (L'Adieu aux astres de Serge Martel, 1958), la quasi-totalité des illustrations est due à Jean-Claude Forest (voir les quelques exceptions ci-dessus ou ci-dessous).
- N° 91, 95-96, 98, 101-102, 104, 106 : couvertures de Jean Latappy, illustrateur.
- N° 93 : illustration de Lucien Lepiez, dont on retrouve la signature sur différentes couvertures de Fiction.
- À partir du n° 118 (Métro pour l'enfer de Vladimir Volkoff, 1963), et jusqu'au terme de la collection (n° 124, Rêve de feu de Françoise d'Eaubonne, 1964), la présentation des illustrations de couverture adopte la forme d'un écran de cinéma ou de télévision (cadre noir, fond blanc).

## Liste des titres

### 1951
1. Assassinat des États-Unis, par Will Jenkins (The Murder of the USA, 1945)
2. Les Rois des étoiles, par Edmond Hamilton (The Star Kings, 1947)
3. Le Règne du gorille (en), par Lyon Sprague de Camp et Peter Schuyler Miller (Genus Homo, 1941)
4. Les Demi-Dieux, par Alfred Gordon Bennet (The Demigods, 1939)
5. Les Corsaires du vide, par James Morgan Walsh (Vandals of the Void, 1931)
6. Passagère clandestine pour Mars (en), par John Beynon (Stowaway to Mars, 1936)

### 1952
1. Le Triangle à quatre côtés, par William F. Temple (Four-Sided Triangle, 1949)
2. Cristal qui songe, par Theodore Sturgeon (The Dreaming Jewels, 1950)
3. Le Choc des mondes, par Edwin Balmer (en) et Philip Wylie (When Worlds Collide, 1933)
4. Guerre aux invisibles (en), par Eric Frank Russell (Sinister Barrier, 1939)
5. Rien qu'un surhomme, par Olaf Stapledon (Odd John: A Story Between Jest and Earnest, 1935)
6. Le Silence de la Terre, par C. S. Lewis (Out of the Silent Planet, 1938)
7. Ville sous globe (it), par Edmond Hamilton (City at World's End, 1950)
8. Le Monde des Ā, par A. E. van Vogt (The World of Ã, 1948)
9. La Faune de l'espace, par A. E. van Vogt (The Voyage of the Space Beagle, 1950)

### 1953
1. Cailloux dans le ciel, par Isaac Asimov (Pebble in the Sky, 1950)
2. Un martien sur la Terre, par Oscar J. Friend (en) (The Kid from Mars, 1940)
3. Le Dernier Astronef, par Murray Leinster (The Last Spaceship, 1949)
4. Germes de vie (en), par John Taine (Seeds of life, 1931)
5. L'Enfant de la science, par Robert A. Heinlein (Beyond This Horizon, 1942)
6. L'Univers en folie, par Fredric Brown (What Mad Universe, 1949)

### 1954
1. Après le choc des mondes (en), par Edwin Balmer (en) et Philip Wylie (After Worlds Collide, 1934)
2. Ceux de nulle part, par Francis Carsac
3. La Curée des astres, par Edward Elmer Smith (The Skylark of Space, 1928)
4. Marionnettes humaines, par Robert A. Heinlein (The Puppet Masters, 1951)
5. Escales dans l'infini ; anthologie dirigée par Georges H. Gallet comprenant les nouvelles :
  - Odyssée martienne, par Stanley G. Weinbaum (A Martian Odyssey, 1934)
  - Touristes des temps futurs (en), par John Wyndham (Pauwley's Peepholes, 1951)
  - La Girafe bleue (en), par Lyon Sprague de Camp  (The Blue Giraffe, 1939)
  - Shambleau, par Catherine Lucille Moore (Shambleau, 1933)
  - Colin-maillard, par John Ulrich Giesy (en) (Blind Man's Buff)
  - L'Homme-machine d'Ardathia, par Francis Flagg (The Machine Man of Ardathia, 1927)
  - La Bête du vide, par Raymond Z. Gallun (A Beast of the Void, 1936)
  - Trois lignes de vieux français, par Abraham Merritt (Three Lines of Old French, 1919)
  - Station interplanétaire n° 1, par Manly Wade Wellman (Space Station No. 1, 1936)
  - Le Sourire du sphinx, par William F. Temple (The Smile of the Sphinx, 1938)
6. Le Microbe détective (en), par Hal Clement (Needle, 1950)
7. Le Lendemain de la machine, par Francis G. Rayer (Tomorrow Sometimes Comes, 1951)
8. La Révolte des femmes, par Jerry Sohl (en) (The Haploids, 1952)
9. À la poursuite des Slans, par A. E. van Vogt (Slan, 1946)

### 1955
1. Mission secrète sur Neptune, par James Morgan Walsh (Vanguard to Neptune, 1932)
2. Vuzz…, par P. A. Hourey
3. Kilsona, monde atomique, par Festus Pragnell (de) (The Green Man of Graypec, 1935)
4. Les Robinsons du cosmos, par Francis Carsac
5. La Fleur diabolique, par George O. Smith (en) (Hellflower, 1953)

### 1956
1. La Flamme noire, par Stanley G. Weinbaum (The Black Flame, 1939)
2. Les Survivants de l'infini, par Raymond F. Jones (This Island Earth, 1952)
3. Chaîne autour du soleil, par Kurt Simak (pseudonyme de Clifford D. Simak ; Ring Around the Sun, 1953)
4. Les Dents du dragon, par Jack Williamson (Dragon's Island, 1951)
5. Satellite no 1, par Philip St. John (pseudonyme de Lester del Rey ; Rockets to Nowhere, 1954)
6. Les Cavernes d'acier, par Isaac Asimov (The Caves of Steel, 1953)
7. Les Enfants d'Icare, par Arthur C. Clarke (Childhood's End, 1953)
8. Le 9 de pique, par John Amila

### 1957
1. Fondation, par Isaac Asimov (Foundation, 1942)
2. Les Plus qu'humains, par Theodore Sturgeon (More Than Human, 1953)
3. L'Aventurier de l'espace, par Catherine Lucille Moore ; recueil de nouvelles combinant des œuvres provenant de deux recueils américains distincts (Shambleau and Others (en), paru en 1953, et Northwest of Earth (en), paru en 1954) :
  - Songe vermeil (Scarlet Dream, 1934)
  - L'Arbre de vie (The Tree of Life, 1936)
  - La Soif noire (Black Thirst, 1934)
  - Paradis perdu (Lost Paradise, 1936)
  - La Poussière des dieux (Dust of Gods, 1934)
  - Julhi (Julhi, 1935)
  - Le Dieu gris (The Cold Gray God, 1935)
  - Yvala (Yvala, 1936)
4. Planète interdite (it), par Philip MacDonald (Forbidden Planet, 1956) ; mise en roman du film du même nom
5. Le Gouffre de la Lune (en), par Abraham Merritt (The Moon Pool, 1919)
6. Les Aventures de Ā, par A. E. van Vogt (The Pawns of Null-A, 1949)
7. Le Monstre de métal (en), par Abraham Merritt (The Metal Monster, 1920)
8. Le Flot du temps (en), par John Taine (The Time Stream, 1932)

### 1958
1. La Légion de l'espace, par Jack Williamson (The Legion of Space, 1934)
2. Embûches dans l'espace, par François Pagery
3. Vénus et le Titan, par Henry Kuttner (Fury, 1947)
4. Planète à gogos, par Frederik Pohl et Cyril M. Kornbluth (The Space Merchants, 1952)
5. Le péril vient de la mer (en), par John Wyndham (The Kraken Wakes, 1953)
6. L'Adieu aux astres, par Serge Martel ; prix Jules-Verne
7. L'Homme qui vendit la Lune, par Robert A. Heinlein (The Man Who Sold the Moon, 1949)
8. Double Étoile, par Robert A. Heinlein (Double Star, 1956)
9. Le Maître du temps, par Ray Cummings (The Man Who Mastered Time, 1929)
10. À l'aube des ténèbres, par Fritz Leiber (Gather, Darkness!, 1943)
11. Le Gambit des étoiles, par Gérard Klein

### 1959
1. Surface de la planète, par Daniel Drode ; prix Jules-Verne
2. L'Ogive du monde, par Matteo Tavera et François Tavera
3. La Rosée du soleil, par Nathalie et Charles Henneberg
4. La Guerre des machines, par Lieutenant Kijé

### 1960
1. L'Aventure alphéenne, par Serge Martel
2. Aux étoiles du destin, par Albert Higon
3. Les Navigateurs de l'infini, par J.-H. Rosny aîné
4. Avant le premier jour, par Robert Anton (de) (Vor dem ersten Tag, 1959)
5. La Machine du pouvoir, par Albert Higon ; prix Jules-Verne
6. Terre en fuite, par Francis Carsac
7. Druso, par Friedrich Freksa (de) (Druso oder: Die gestohlene Menschenwelt, 1931)
8. L'Homme double, par René Cambon ; couverture par Jean-Claude Forest
9. Les Fleurs de Vénus, par Philippe Curval
10. Les « Cuirs bouillis », par D. A. C. Danio

### 1961
1. Plus noir que vous ne pensez, par Jack Williamson
2. Celten Tauroch, par Lieutenant Kijé
3. Quatre pas dans l'étrange ; anthologie de récits :
  - La Force mystérieuse, par J.-H. Rosny aîné
  - Par la malle de nuit, par Rudyard Kipling (With the Night Mail, 1905)
  - L'Éternel Adam, par Michel Verne (alors attribué à Jules Verne)
  - R. U. R., par Karel Čapek (R.U.R., 1920)
4. Sur la planète orange, par Leonid Mikhaïlovitch Onochko (ru) (На оранжевой планете, 1959)
5. La Terre endormie, par Arcadius ; couverture par Jean-Claude Forest
6. Le Sub-espace, par Jérôme Sériel ; prix Jules-Verne
7. Les Dieux verts, par Nathalie et Charles Henneberg
8. Lutte avec la nuit, partie 1, par William Sloane (en) (To Walk the Night, 1937) ; couverture par Jean-Claude Forest
9. Lutte avec la nuit, partie 2, par William Sloane (en) (To Walk the Night, 1937) ; couverture par Jean-Claude Forest
10. Les Armureries d'Isher, par A. E. van Vogt (The Weapon Shops of Isher, 1951)
11. Le Livre de Ptath, par A. E. van Vogt (The Book of Ptath, 1947)

### 1962
1. Les Sept Fils de l'étoile, par Françoise d'Eaubonne
2. Déjà demain (en), par Henry Kuttner et Catherine Lucille Moore (Ahead of Time, 1953) ; recueil de nouvelles :
  - Jour de l'An (Year Day, 1953)
  - L'Œil était dans... (Private Eye, 1949)
  - Camouflage (Camouflage, 1945)
  - Fantôme (Ghost, 1943)
  - Saison de grand cru (Vintage Season, 1946)
  - Point de rupture (When the Bough Breaks, 1944)
  - Choc (Shock, 1943)
  - Le Twonky (The Twonky, 1942)
  - De profondis (De Profundis, 1953)
3. La Fin du quaternaire, par Yvon Hecht
4. Ce monde est nôtre, par Francis Carsac
5. Les Visiteuses de la planète 5, par Richard Wilson (The Girls from Planet 5, 1955)
6. Feu Vénus (en), par Stanisław Lem (Astronauci, 1951)
7. La Forteresse perdue, par Nathalie et Charles Henneberg
8. La Cité et les Astres, partie 1, par Arthur C. Clarke (The City and the Stars, 1956)
9. La Cité et les Astres, partie 2, par Arthur C. Clarke (The City and the Stars, 1956)
10. Griada, par Aleksandr Lavrentievitch Kolpakov (ru) (Гриада, 1959)
11. Vers un avenir perdu, par Pierre Barbet
12. L'Échiquier du temps, par Françoise d'Eaubonne
13. Le Ressac de l'espace, par Philippe Curval
14. De temps à autre, partie 1, par Clifford D. Simak (Time and Again, 1951) ; prix Jules-Verne
15. De temps à autre, partie 2, par Clifford D. Simak (Time and Again, 1951) ; prix Jules-Verne
16. La Rive incertaine, par William Sloane (en) (The Edge of Running Water, 1939)
17. Pour patrie, l'espace, par Francis Carsac
18. La Nef d'antim, par Will Stewart (Seetee Ship, 1951)
19. Babel 3.805, par Pierre Barbet

### 1963
1. Les Cométaires, partie 1, par Jack Williamson (The Cometeers, 1950)
2. Les Cométaires, partie 2, par Jack Williamson (The Cometeers, 1950)
3. Monde en oubli, par J. T. McIntosh (World Out of Mind, 1953)
4. La Machine suprême, par John W. Campbell (The Mightiest Machine, 1936) ; couverture par Jean-Claude Forest
5. Planète d'exil, par Arcadius
6. L'Assaut de l'invisible, par A. E. van Vogt (Siege of the Unseen, 1946)
7. À contre-temps, par Christine Renard
8. L'Erreur d'Alexei Alexeiev, par Aleksandr Lazarevitch Polechtchouk (ru) (Ошибка инженера Алексеева, 1961)
9. Tarrano le conquérant, par Ray Cummings (Tarrano the Conqueror, 1930)
10. Le Sang des astres, par Nathalie et Charles Henneberg
11. L'Épée de l'archange, par Lieutenant Kijé
12. Métro pour l'enfer, par Vladimir Volkoff ; prix Jules-Verne
13. La Couronne de lumière (en), par Lyon Sprague de Camp  (Rogue Queen, 1951)
14. Les Revenants des étoiles (en), par Arcadi et Boris Strougatski (Возвращение, 1962)
15. L'Étoile de fer (en), par John Taine (The Iron Star, 1930)

### 1964
1. La Plaie, partie 1, par Nathalie et Charles Henneberg
2. La Plaie, partie 2, par Nathalie et Charles Henneberg
3. Rêve de feu, par Françoise d'Eaubonne